# Tayang (köpinghuvudort i Kina, Hainan Sheng, lat 19,29, long 110,50)
Tayang är en köpinghuvudort i Kina. Den ligger i provinsen Hainan, i den södra delen av landet, omkring 85 kilometer söder om provinshuvudstaden Haikou. Antalet invånare är 25 256. Befolkningen består av 11 783 kvinnor och 13 473 män. Barn under 15 år utgör 19,0 %, vuxna 15-64 år 68 %, och äldre över 65 år 11,0 %.
Runt Tayang är det tätbefolkat, med 276 invånare per kvadratkilometer. Närmaste större samhälle är Qionghai, 6,9 km sydväst om Tayang. Omgivningarna runt Tayang är en mosaik av jordbruksmark och naturlig växtlighet.
Genomsnittlig årsnederbörd är 2 298 millimeter. Den regnigaste månaden är september, med i genomsnitt 397 mm nederbörd, och den torraste är januari, med 27 mm nederbörd.